# Severino Pose
Severino Pose (Montevideo, 21 de febrero de 1894-ibidem, 15 de abril de 1964) fue un escultor y medallista uruguayo.

## Biografía
Fue discípulo de José Belloni en el Círculo de Bellas Artes de Montevideo; en 1922 ganó junto al también escultor Antonio Pena, una beca del Ministerio de Instrucción Pública para trasladarse a Europa donde residieron por espacio de 4 años para perfeccionar sus estudios; estuvieron en España, Italia, Alemania, Holanda, Austria, Suiza, Bélgica y Francia.
En Viena fueron discípulos del austríaco Anton Hanak, del cual Pose conservó un recuerdo imborrable , y en Italia del escultor Adolfo Wildt, en Francia trabajó en el taller de Charles Despiau. Luego regresó a Montevideo, viajando nuevamente a Europa en 1953 también con una beca.
Fue agregado cultural de la embajada uruguaya en Francia; profesor de la Escuela Nacional de Bellas Artes, fue profesor entre otros de Nelson Di Maggio y Oscar García Reino; obtuvo el Gran Premio en los Salones Nacionales de los años 1938, 1941 y 1945.

## Obras
Entre sus obras podemos citar: 
- "El Adolescente",
- "El Payador",
- "El Mate",
- "Monumento a la Maestra",

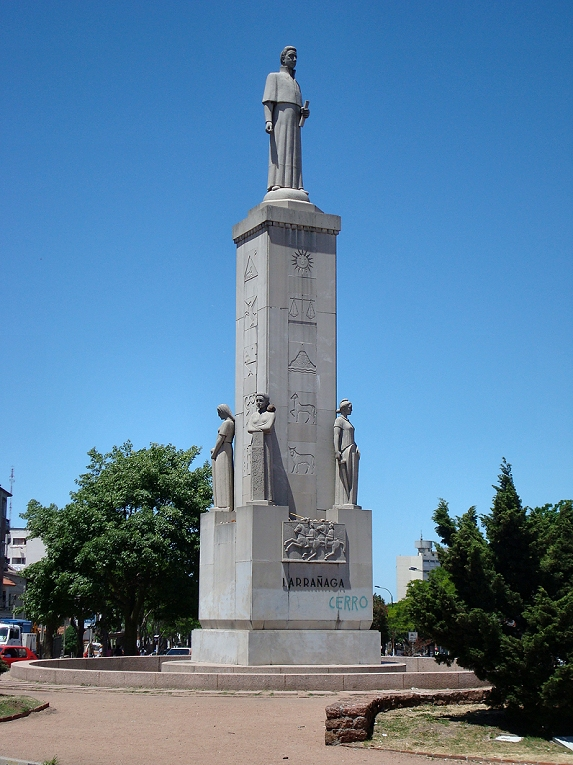
Monumento al Presbítero Dámaso Antonio Larrañaga, en Montevideo

- "Peón Campesino", en el Parque Rodó de Montevideo[3]
- "Cristo",
- "Cántico de las criaturas", con san Francisco y el lobo de Gubbio, en el Convento de San Antonio,
- "Monumento al Presbítero Dámaso Antonio Larrañaga",
- "Monumento de homenaje al Gral. José Artigas donado por la colectividad libanesa del Uruguay de 1954. Inaugurado el 22 de noviembre de 1958 en el Parque Rodó.[4]

Además es autor de numerosas medallas. Entre ellas:
- Medalla de la Exposición de Industrias Nacionales, 1928
- Medalla Casa de Salud Belvedere , 1936
- Medalla Palacio Municipal de Montevideo, realizada en 1934, con fecha grabada enero 1935
- Medalla de la Inauguración de la Rambla Sur
- Medalla  del Centenario de la Universidad de la República de Uruguay, 1949.

Medalla de los VII Campeonatos Americanos de Ciclismo, 1957.